# Prosiak Porky
Prosiak Porky (ang. Porky Pig) (pierwsze pojawienie się 2 marca 1935) – najstarsza z postaci aktualnie występujących w serialu Zwariowane melodie.
Zawsze się jąka, powtarzając np. "Je-je-jestem Prosiak Porky". Często występuje również w zakończeniu, wychodząc z wielkiego bębna i wypowiadając słynne "I to-i to-i to by było na tyle!".

## Przygody Animków
Porky pojawia się również kilkukrotnie w serialu Przygody Animków. Jest tam mentorem Prosiaczka Pucusia (ang. Hamton J. Pig).